# José Maria de Albuquerque Calheiros
José Maria de Albuquerque Calheiros ComC (Seia, Valezim, 1790 - 17 de Março de 1863) foi um funcionário público português.

## Família
Filho de Vicente Ribeiro Calheiros e de sua mulher Maria de Brito e Moura.

## Biografia
Último Correio-Mor de Tomar, Fidalgo Cavaleiro da Casa Real a 5 de Junho de 1836, Comendador da Ordem de Cristo.

## Casamento e descendência
Casou com Maria Teresa Simões e foi pai de José Maria de Albuquerque Calheiros, casado com Marcelina Henriques e pai de Cândido Augusto de Albuquerque Calheiros, 1.º Conde do Refúgio e depois 1.º Conde da Covilhã.